# Sulz, Vorarlberg
Sulz är en ort och kommun i distriktet Feldkirch i förbundslandet Vorarlberg i Österrike.